# Mai 1998
Portal Geschichte | Portal Biografien | Aktuelle Ereignisse | Jahreskalender | Tagesartikel

◄ |
19. Jahrhundert |
20. Jahrhundert
| 21. Jahrhundert

◄ |
1960er |
1970er |
1980er |
1990er
| 2000er | 2010er | 2020er | ►

◄ |
1994 |
1995 |
1996 |
1997 |
1998
| 1999 | 2000 | 2001 | 2002 | ►

◄ |
Februar 1998 |
März 1998 |
April 1998 |
Mai 1998 |
Juni 1998 |
Juli 1998 |
August 1998 |
►
Dieser Artikel behandelt tagesbezogene Nachrichten und Ereignisse im Mai 1998.

## Tagesgeschehen

### Freitag, 1. Mai 1998
- Bonn/Deutschland: Der Alkohol-Grenzwert für den Führer eines Kraftfahrzeugs sinkt in der Bundesrepublik von 0,8 Promille auf 0,5 Promille.[1]
- Leipzig/Deutschland: Die NPD hält am Völkerschlachtdenkmal eine Großkundgebung ab. Das Sächsische Oberverwaltungsgericht genehmigte die Veranstaltung, zu der 5.000 Personen erscheinen. Einige Aktivisten der Gegendemonstration „1. Mai ohne Nazi-Aufmarsch“ liefern sich gewaltsame Auseinandersetzungen mit der Polizei.[2]
- Schwerin/Deutschland: In der Landeshauptstadt von Mecklenburg-Vorpommern findet die erste Jobparade statt. Der Ausrichter ist der lokale Ableger des Deutschen Gewerkschaftsbunds.[3]

### Samstag, 2. Mai 1998
- Kaiserslautern/Deutschland: Am vorletzten Spieltag der Saison 1997/98 macht der 1. FC Kaiserslautern den Gewinn der deutschen Fußballmeisterschaft mit einem 4:0-Sieg gegen den VfL Wolfsburg perfekt. Es ist das erste Mal seit Einführung der Bundesliga vor 35 Jahren, dass ein Aufsteiger Meister wird.[4]

### Sonntag, 3. Mai 1998
- Brüssel/Belgien: Nach zweitägigen Verhandlungen beschließen die Staats- und Regierungschefs der Europäischen Union die Einführung der Europäischen Währungsunion zum 1. Januar 1999, der zunächst elf Staaten angehören werden. Zum ersten Präsidenten der Europäischen Zentralbank wird der Niederländer Wim Duisenberg ernannt.[5]

### Montag, 4. Mai 1998
- Vatikanstadt: Nur wenige Stunden nach der Ernennung zum 31. Kommandanten der Päpstlichen Schweizergarde wird Alois Estermann zusammen mit seiner Ehefrau ermordet. Der Täter Cédric Tornay ist einer von Estermanns Unteroffizieren und begeht nach der Tat Suizid. Der aus dem Dienst entlassene Kommandant Roland Buchs übernimmt vorübergehend wieder sein altes Amt.[6]

### Dienstag, 5. Mai 1998
- Mauthausen/Österreich: Erstmals findet in Österreich der Nationalsozialismus-Opfer-Gedenktag gegen Gewalt und Rassismus statt. Am 5. Mai 1945 befreiten Truppen der Streitkräfte der Vereinigten Staaten das KZ Mauthausen.[7]
- Moskau/Russland: Außenminister Jewgeni Primakow ratifiziert die Europäische Menschenrechtskonvention nach deren Annahme durch die Duma. Damit steht den Bürgern der Russischen Föderation der Weg frei, beim Europäischen Gerichtshof für Menschenrechte, einer Einrichtung des Europarats, Klage einzureichen.[8]
- Nouméa/Neukaledonien: Die Regierung Frankreichs, Vertreter der neukaledonischen Kanakischen und Sozialistischen Nationalen Befreiungsfront sowie der Bewegung für die Kaledonische Republik unterzeichnen ein Abkommen zur Übertragung von Kompetenzen der französischen Hoheitsgewalt auf Institutionen der ehemaligen französischen Kolonie Neukaledonien. Die Ratifikation soll noch in diesem Jahr erfolgen. Politische Strömungen in Neukaledonien betrachten das Abkommen als Vorstufe der vollständigen Souveränität.[9]

### Mittwoch, 6. Mai 1998

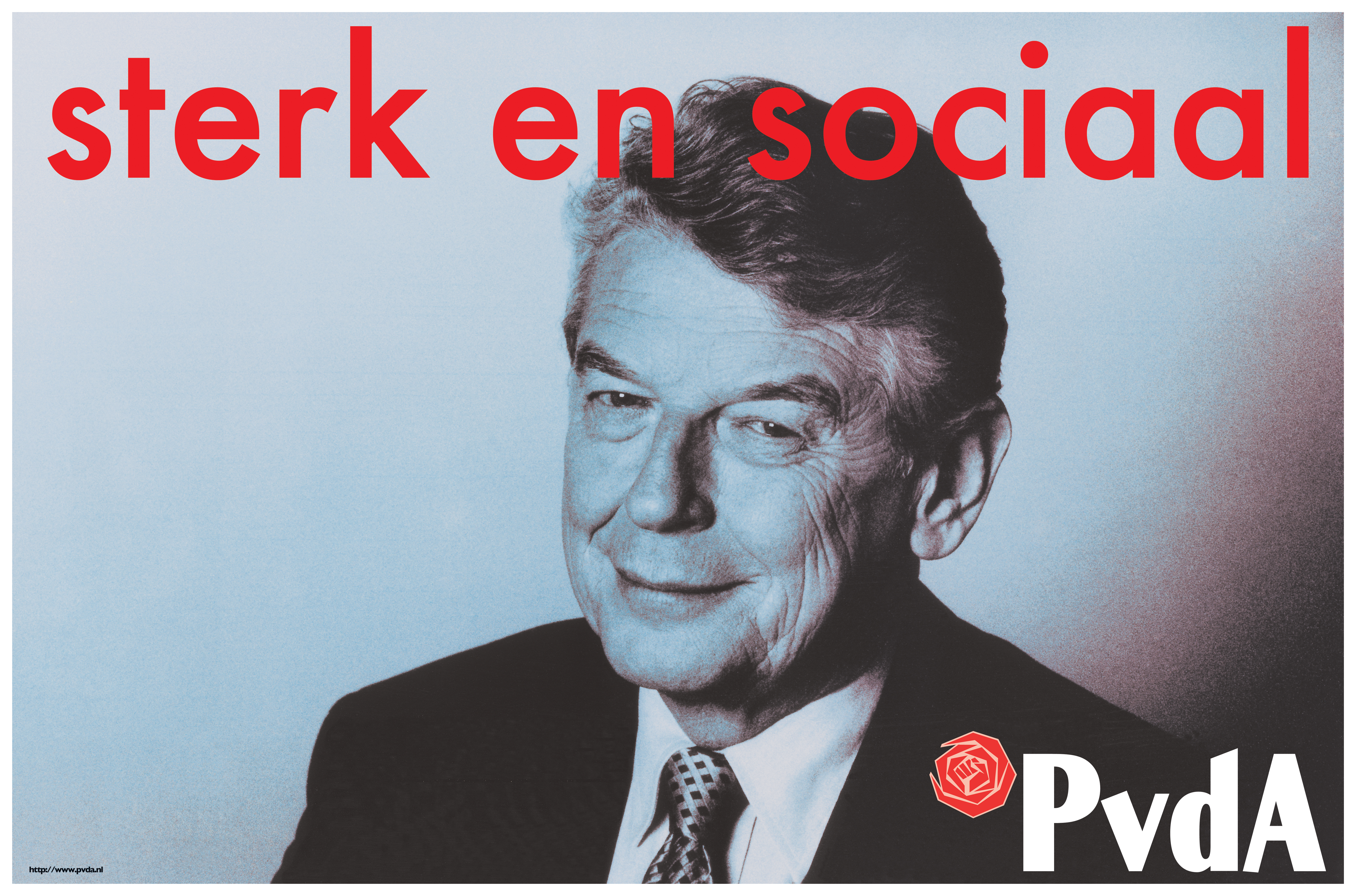
Plakat mit Wim Kok

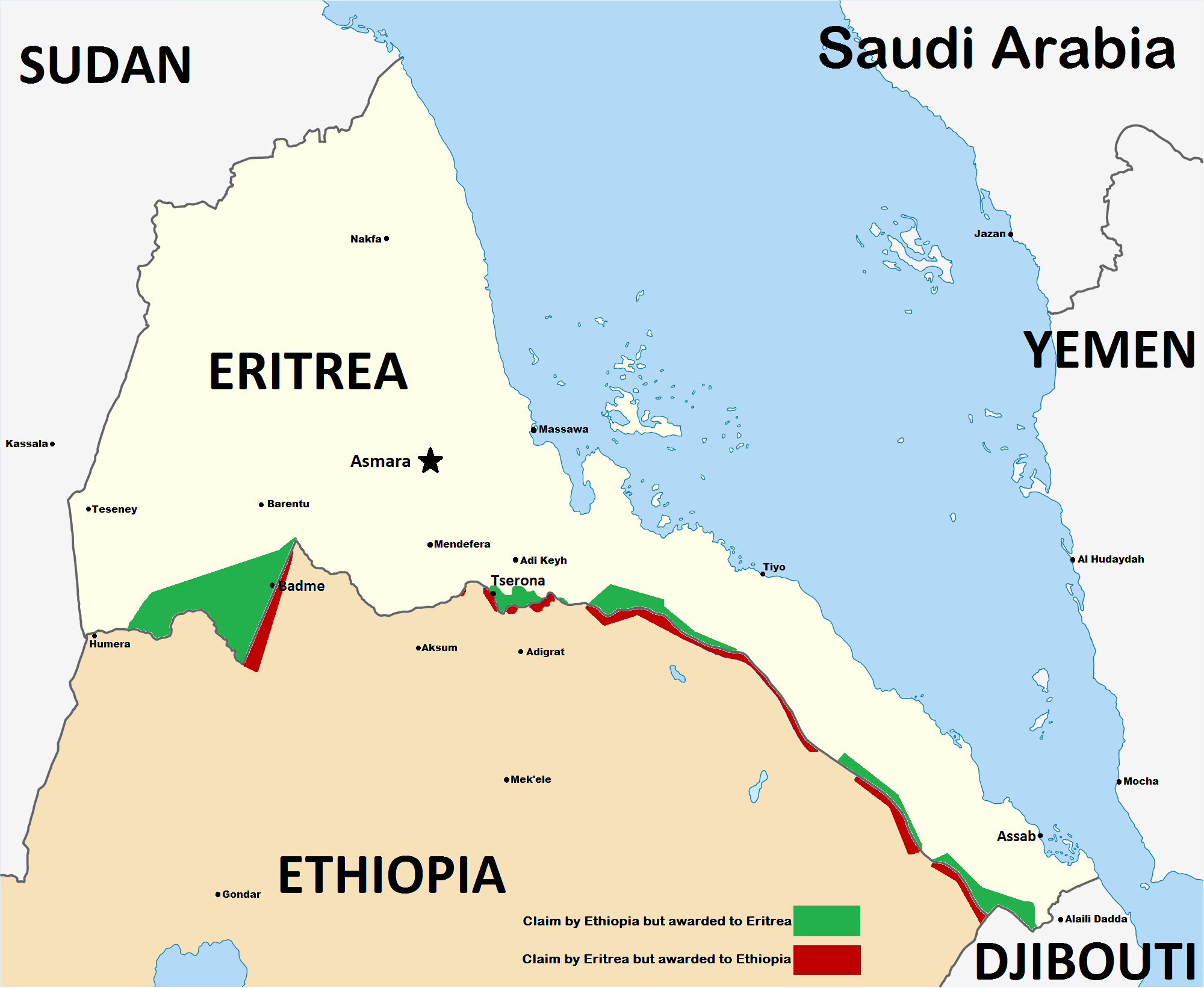
Von Äthiopien sowie von Eritrea beanspruchte Territorien in grün und in blau

- Astana/Kasachstan: Die Hauptstadt des Landes wird von Aqmola in Astana umbenannt. „Astana“ ist das kasachische Wort für „Hauptstadt“.[10]
- Den Haag/Niederlande: Bei der Wahl zur Zweiten Kammer der Generalstaaten wird die sogenannte „Paars Coalitie“ (deutsch „Purpurne Koalition“) aus Partei der Arbeit (PvdA), Volkspartei für Freiheit und Demokratie und der Partei Democraten 66 unter Premierminister Wim Kok (PvdA) im Amt bestätigt.[11]
- Ostafrika: Einheiten der Streitkräfte Eritreas besetzen das  so genannte „Yirga-Dreieck“, dessen Zugehörigkeit zu Eritrea oder Äthiopien ungeklärt ist. Äthiopien fordert umgehend den Abzug der Soldaten aus dem circa 400 km² großen Gebiet.[12]
- Paris/Frankreich: Mit einem 3:0-Sieg gegen Lazio Rom gewinnt Inter Mailand zum dritten Mal den Fußball-UEFA-Pokal. Erstmals wird im UEFA-Pokal nur ein Finalspiel ausgetragen statt Hin- und Rückspiel an den Heimspielstätten der Finalisten.[13]

### Donnerstag, 7. Mai 1998

Logo nach der Fusion

- Greater London/Vereinigtes Königreich: In einem Referendum stimmt die Mehrheit der Teilnehmer in der Region Greater London für die Installation einer „Greater London Authority“, bestehend aus einem gewählten Bürgermeister und einer gewählten Abgeordnetenversammlung.[14]
- London/Vereinigtes Königreich: Die Daimler AG und die Chrysler Corporation geben ihre Neufirmierung als DaimlerChrysler AG bekannt. Seinen Sitz wird das Unternehmen in Stuttgart haben.[15]

### Freitag, 8. Mai 1998
- Zürich/Schweiz: Der Grasshopper Club Zürich sichert sich am drittletzten Spieltag mit einem 2:1-Sieg gegen den FC Zürich den Gewinn der Schweizer Fussballmeisterschaft 1998.[16]

### Samstag, 9. Mai 1998

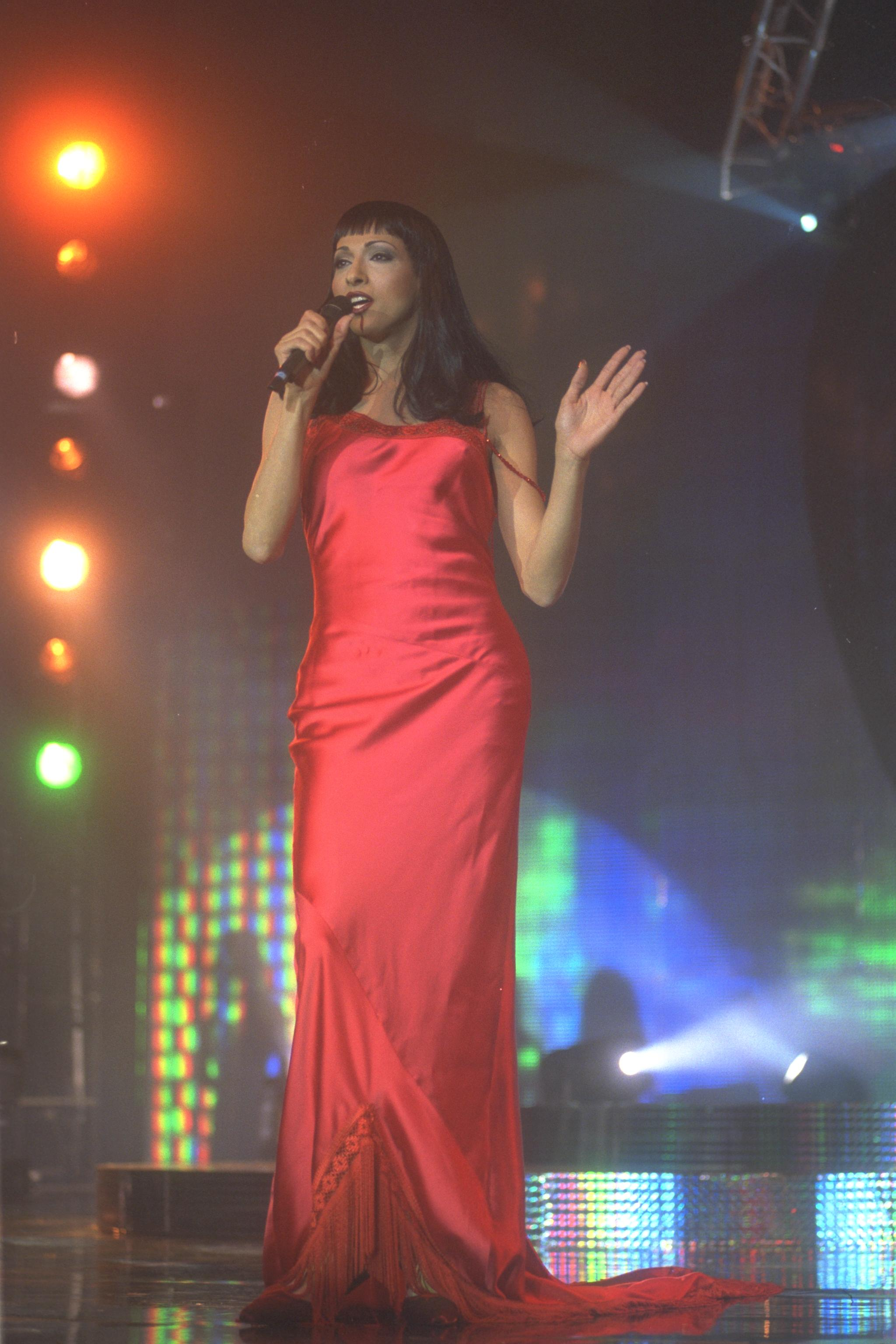
Dana International ist in Israel umstritten

- Birmingham/Vereinigtes Königreich: Die Sängerin Dana International gewinnt mit dem Titel Diva für Israel den 43. Grand Prix Eurovision de la Chanson. Im Vorfeld sorgte außer der transgeschlechtlichen Siegerin auch Guildo Horn für Aufsehen. Sein Titel Guildo hat euch lieb! wendet sich gegen die Ernsthaftigkeit des Wettbewerbs und wird vom Publikum in der Halle wohlwollend aufgenommen. Horn landet auf dem siebten Platz.[17]

### Sonntag, 10. Mai 1998
- Budapest/Ungarn: Nach der ersten Runde der Wahl zum Parlament zeichnet sich ein Sieg des Bürgerbunds Fidesz mit ihrem Spitzenkandidaten Viktor Orbán ab. Die zweite Runde findet am 24. Mai statt.[18]

### Montag, 11. Mai 1998
- Jaisalmer/Indien: Erstmals führt das Land unterirdische Kernwaffentests durch, es kommt an diesem Tag zu drei Detonationen.[19]

### Dienstag, 12. Mai 1998
- Cold Spring Harbor/Vereinigte Staaten: Die Beteiligten des Humangenomprojekts zur vollständigen Entschlüsselung der Nukleinbasen-Abfolge in der menschlichen Desoxyribonukleinsäure (DNA) zeigen sich auf ihrem jährlichen Symposium entsetzt über die Gründung der Firma Celera, die alle von ihr entdeckten Teile der menschlichen DNA patentieren lassen will. Niemand dürfe über Patente verfügen, um die Behandlung genetisch bedingter Krankheiten zu kommerzialisieren.[20]
- Hamburg/Deutschland: Das Landgericht fällt ein Urteil zur Haftung im Internet. Spontan wird dieses Urteil von vielen Personen dahingehend falsch interpretiert, als sei der Betreiber einer verlinkenden Website durch einen Disclaimer auf seiner Website nicht mehr für den Inhalt der von ihm verlinkten Website haftbar, wenn der Disclaimer die Worte „distanziere mich vom Inhalt der verlinkten Seiten“ enthält. Das Landgericht urteilt, dass ein Disclaimer dieser Art, wie ihn auch der Angeklagte im konkreten Fall verwendete, unzureichend ist.[21][22]
- Jakarta/Indonesien: Bei Straßenprotesten von Studenten gegen die Diktatur unter Suharto erschießen Polizisten vier Demonstranten und mehrere Hundert weitere Personen werden verletzt.[23]

### Mittwoch, 13. Mai 1998
- Jaisalmer/Indien: Zwei Tage nach den ersten drei unterirdischen Kernwaffentests in seiner Geschichte bringt Indien zwei weitere Tests erfolgreich zum Abschluss.[24]
- Solna/Schweden: Der Chelsea FC aus London gewinnt den Europapokal der Pokalsieger im Fußball. Im Finale gewinnt der britische Verein 1:0 gegen den VfB Stuttgart.[25]

### Donnerstag, 14. Mai 1998

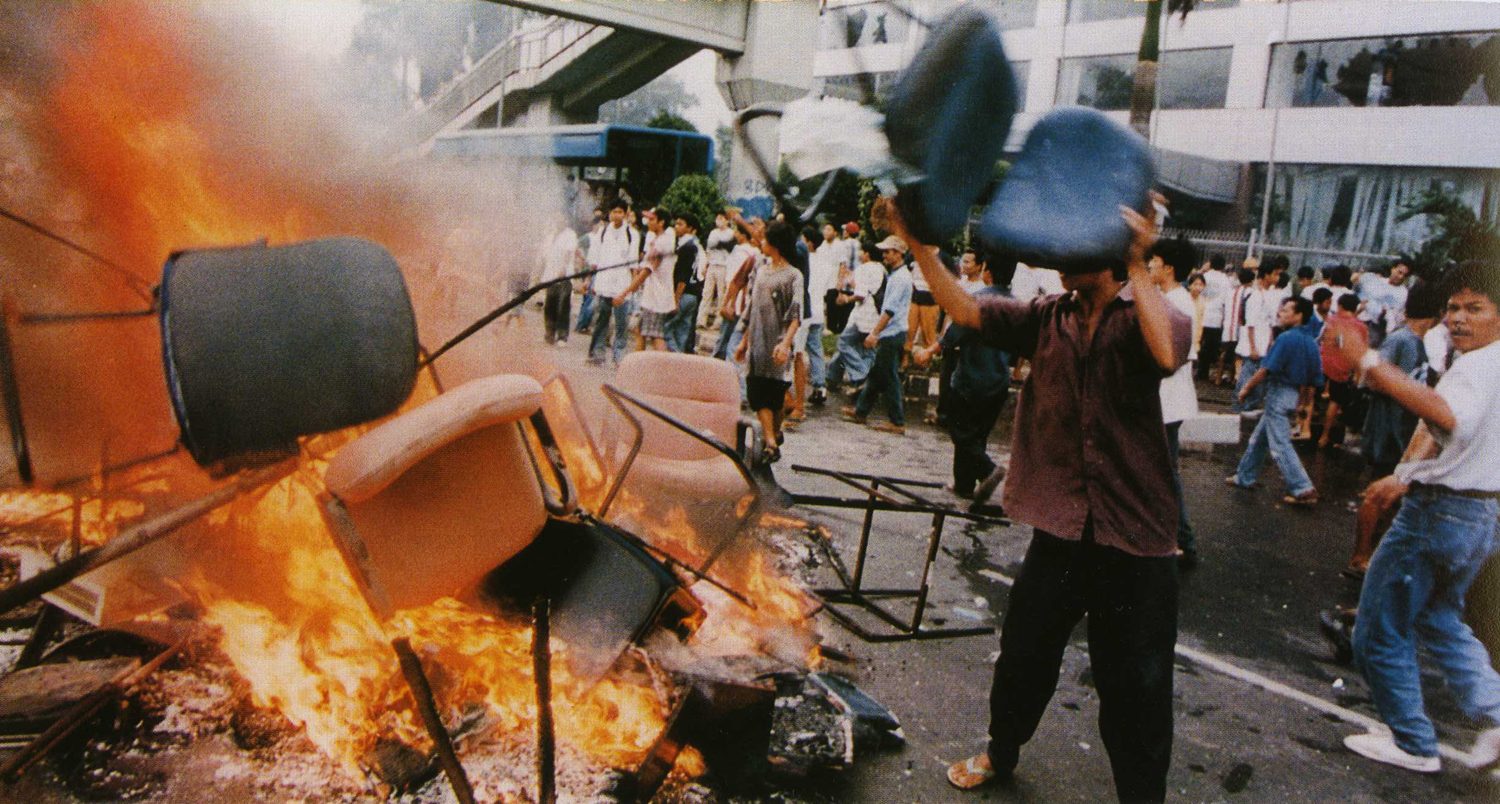
Szene in Jakarta

- Jakarta/Indonesien: Den dritten Tag in Folge kommt es in der indonesischen Hauptstadt zu Krawallen. Die Opfer sind allgemein als Fremde deklarierte Menschen und im Besonderen ortsansässige ethnische Chinesen. Circa 1.200 Menschen sterben in drei Tagen durch Gewalt.[26]

### Freitag, 15. Mai 1998

In blau die Staaten der Gruppe der Acht, in türkis die nur durch die EU vertretenen Staaten

- Birmingham/Vereinigtes Königreich: Die Staatschefs der Gruppe der Acht und der Präsident der Europäischen Kommission treffen sich zum 24. Weltwirtschaftsgipfel. Das Format folgt dem Prinzip „Heads only“ (deutsch „Nur die Obersten“). Diesmal führen nur die Regierungschefs der Staaten die Gespräche, während zu den vorangehenden Treffen auch die wichtigsten Minister anreisten. Russland nimmt erstmals als „Vollmitglied“ teil.[27][28]
- Wien/Österreich: Bei der 9. Verleihung des Fernsehpreises Romy erhält der Österreicher Hansi Hinterseer den Preis als bester Showmaster.[29]

### Samstag, 16. Mai 1998
- Amsterdam/Niederlande: Neuseeland gewinnt das Finale der Frauen-Rugby-Union-Weltmeisterschaft 44:12 gegen die Vereinigten Staaten.
- Berlin/Deutschland: Der FC Bayern München gewinnt im Finale des DFB-Pokals der Männer gegen den MSV Duisburg mit 2:1.[30]
- L'Eliana/Spanien: Die Handballerinnen von Hypo Niederösterreich aus Maria Enzersdorf gewinnen gegen den Verein Mar El Osito L’Eliana das Finalrückspiel der EHF Champions League mit 28:26 und sichern sich zum siebten Mal den Titel als Europapokalsiegerinnen der Landesmeister.[31]

### Sonntag, 17. Mai 1998
- Birmingham/Vereinigtes Königreich: In der Abschlusserklärung des Weltwirtschaftsgipfels der Gruppe der Acht stellen die Teilnehmer als wichtigste gemeinsame Ziele heraus, dass die Volkswirtschaften der Entwicklungsländer in Zukunft höhere Wachstumsraten aufweisen, dass die Konjunktur in den fernöstlichen „Tigerstaaten“ wieder in Gang kommt und dass der Welthandel noch stärker liberalisiert wird.[32]
- Potsdam/Deutschland: Die Wahlberechtigten der brandenburgischen Landeshauptstadt stimmen in einem Bürgerentscheid mit 87,5 % für die Amtsenthebung des Stadtoberhauptes Horst Gramlich (SPD), welcher durch die sogenannte „Baufilz-Affäre“ in die Schlagzeilen geriet.[33]
- Zürich/Schweiz: Schweden wird Eishockey-Weltmeister durch zwei Siege im Finale gegen Finnland.[34]

### Montag, 18. Mai 1998

Logo
des IE 4

- Vereinigte Staaten: Das Softwareunternehmen Microsoft Corp. beginnt mit der Auslieferung des Betriebssystems Windows 98.[35]
- Washington, D.C./Vereinigte Staaten: Das Justizministerium und 20 Bundesstaaten verklagen das Softwareunternehmen Microsoft Corp. wegen dessen Praktiken zur Festigung seiner Monopolstellung. Gegenstand ist die Wettbewerbsvereitelung im Zusammenhang mit dem Webbrowser Internet Explorer (IE).[36]

### Dienstag, 19. Mai 1998
- Wien/Österreich: Die SV Ried gewinnt überraschend den ÖFB-Cup. Im Finale im Gerhard-Hanappi-Stadion setzt sich der Außenseiter mit 3:1 gegen den Meister SK Sturm Graz durch.[37]

### Mittwoch, 20. Mai 1998
- Amsterdam/Niederlande: Real Madrid aus Spanien gewinnt die Fußball-Champions-League durch einen 1:0-Finalsieg gegen Juventus Turin aus Italien.[38]

### Donnerstag, 21. Mai 1998

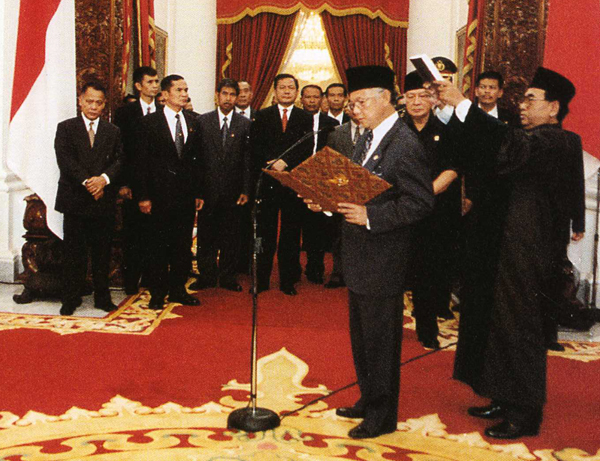
Vereidigung von Bacharuddin Jusuf Habibie

- Aachen/Deutschland: Der Karlspreis wird an den polnischen Außenminister Bronisław Geremek übergeben für seinen Einsatz für die „Einheit Europas“.[39]
- Jakarta/Indonesien: Nach 31 Jahren im Amt tritt Präsident Haji Mohamed Suharto zurück, Nachfolger wird Bacharuddin Jusuf Habibie, der noch am selben Tag seinen Amtseid leistet. Suharto war in den vergangenen Tagen wegen anhaltender Studentenproteste und Krawallen unter Druck geraten.[40]
- Springfield/Vereinigte Staaten: In Oregon erschießt der 15-jährige Kip Kinkel bei einem Amoklauf an der Thurston High School zwei Schüler, 21 weitere Schüler werden verwundet. Zuvor tötete Kinkel seine Eltern.[41]

### Freitag, 22. Mai 1998

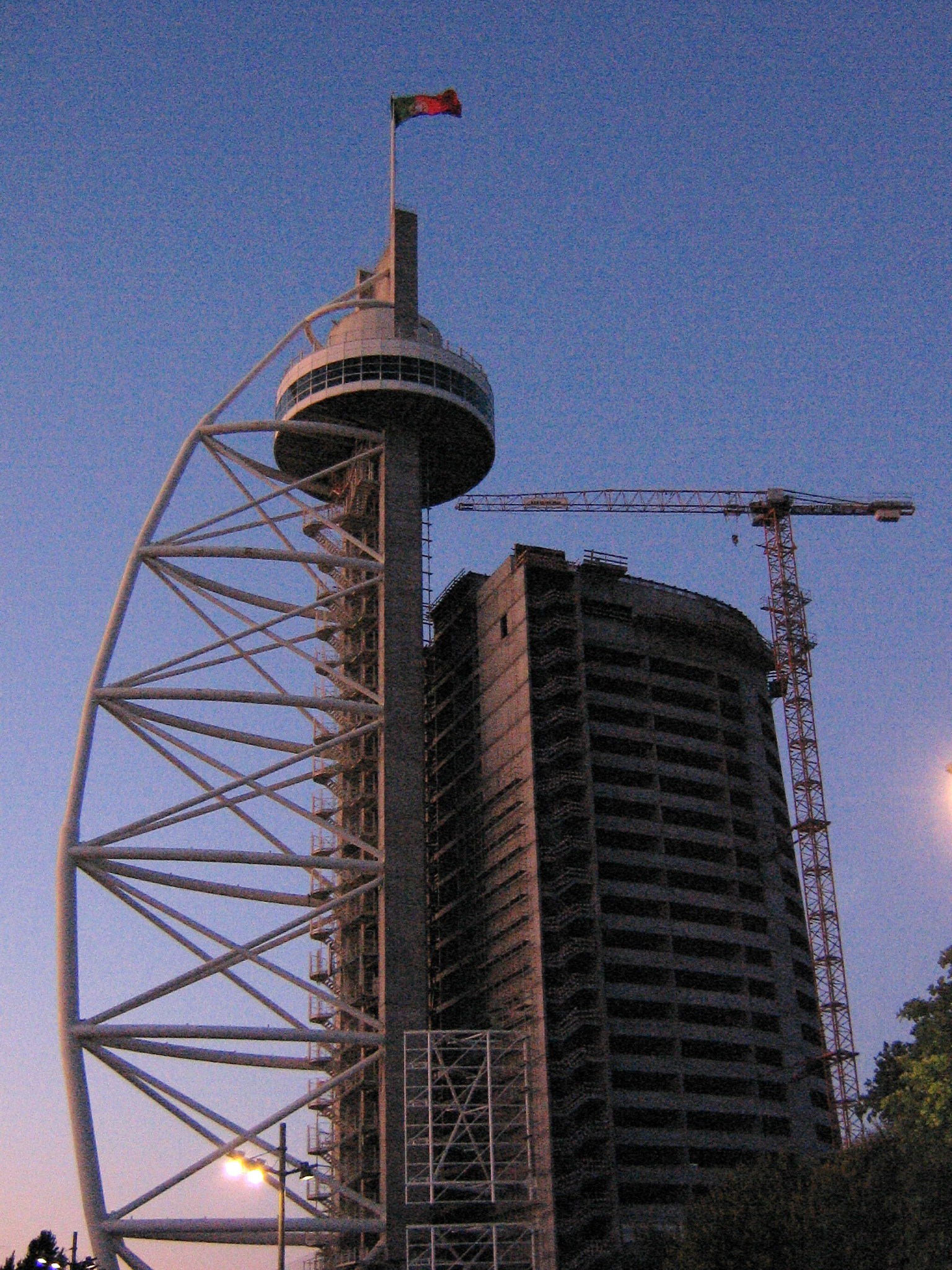
Konstruktion des Turms Vasco da Gama anlässlich der Expo 98

- Belfast/Vereinigtes Königreich, Dublin/Irland: In zwei separaten Volksabstimmungen in Nordirland und in der Republik Irland werden die Vereinbarungen des so genannten „Karfreitagsabkommens“ bestätigt. Mit dem Vertrag sollen Frieden und Zusammenarbeit auf der zweigeteilten Insel ermöglicht werden. Des Weiteren erhält Nordirland ein eigenes Parlament.[42]
- Cochabamba/Bolivien: Ein Erdbeben der Stärke 6,4 bis 6,8 Mw fordert rund 200 Menschenleben.[43]
- Lissabon/Portugal: Die Weltausstellung Expo 98 wird eröffnet. Das Motto der Veranstaltung heißt: „Die Ozeane: Eine Heimat der Zukunft.“[44]

### Samstag, 23. Mai 1998
- Deutschland, Usbekistan: Der Investitionsschutzvertrag zwischen beiden Staaten tritt in Kraft.[45]

### Sonntag, 24. Mai 1998

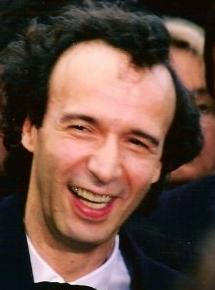
Roberto Benigni

- Budapest/Ungarn: Der rechtskonservative Bürgerbund Fidesz unter Viktor Orbán steht nach der zweiten Runde der Parlamentswahlen als Wahlsieger fest.[46]
- Cannes/Frankreich: Der Film Die Ewigkeit und ein Tag des griechischen Regisseurs Theo Angelopoulos wird bei den 51. Internationalen Filmfestspielen mit der Palme d’or ausgezeichnet. Den Großen Preis der Jury erhält der italienische Schauspieler und Regisseur Roberto Benigni für den Film Das Leben ist schön.[47]
- Dakar/Senegal: Bei der Wahl zur Nationalversammlung erreicht die Sozialistische Partei des Staatspräsidenten Abdou Diouf 50,2 % der Wählerstimmen, das ist ein Rückgang um 5,2 % gegenüber der Wahl 1993.[48]

### Montag, 25. Mai 1998
- Paris/Frankreich: Die Bildungsminister von vier europäischen Staaten, darunter Deutschland, sprechen sich in der Sorbonne-Erklärung für die internationale Vereinheitlichung zentraler Bereiche des Hochschulwesens aus. Die namensgebende Universität Sorbonne feiert heute ihren 800. Geburtstag.[49]

### Dienstag, 26. Mai 1998
- Magdeburg/Deutschland: Einen Monat nach der Wahl zum Landtag von Sachsen-Anhalt wählen die Abgeordneten Reinhard Höppner (SPD) erneut zum Ministerpräsidenten. Im Anschluss wird sein zweites Kabinett vereidigt. Es handelt sich um eine Minderheitsregierung der SPD, welche von der PDS toleriert wird, und damit um eine Fortführung des Magdeburger Modells.[50]

### Mittwoch, 27. Mai 1998
- Brüssel/Belgien: Die Kommission der Europäischen Union untersagt die Zusammenlegung des Bezahlfernsehen-Geschäfts der Bertelsmann AG mit der Unternehmensgruppe von Leo Kirch, weil sie das dadurch entstehende Unternehmen als so genanntes „konzentratives Gemeinschaftsunternehmen“ auffasst.[51]
- Düsseldorf/Deutschland: Johannes Rau (SPD) tritt nach rund zwanzig Jahren als Ministerpräsident des Landes Nordrhein-Westfalen zurück. Der Landtag wählt seinen Parteikollegen Wolfgang Clement zum neuen Chef der Landesregierung.[52]

### Donnerstag, 28. Mai 1998
- Johannesburg/Südafrika: Die im April gegründete Bankengruppe FirstRand wird erstmals an der Wertpapier-Börse gelistet.[53]
- Koh Kambaran/Pakistan: Mit der Explosion von fünf Sprengköpfen im Projekt „Chagai-I“ absolviert Pakistan in den Bergen Belutschistans seine ersten erfolgreichen Kernwaffentests. Die Vereinigten Staaten führten 1945 die erste Atombombenexplosion herbei, es folgten die Sowjetunion, das Vereinigte Königreich, Frankreich, China und am 11. Mai Indien.[54]
- Kopenhagen/Dänemark: In einem Referendum stimmen 55,1 % der Wähler dem Vertrag von Amsterdam zur Reform des Maastricht-Vertrags über die Europäische Union sowie der drei Gründungsverträge der Europäischen Gemeinschaften zu.[55]

### Freitag, 29. Mai 1998

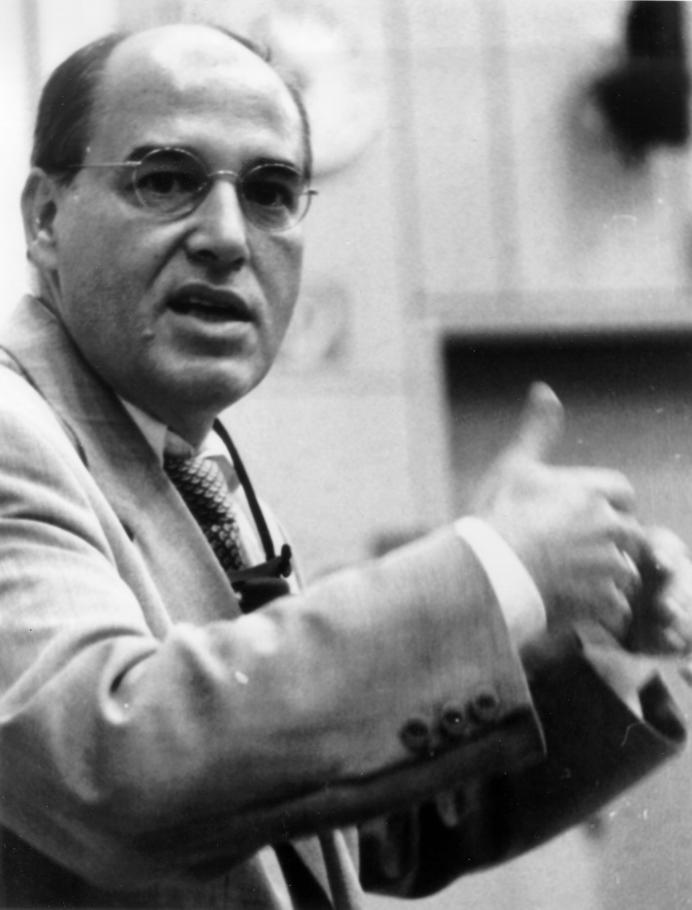
Gregor Gysi

- Bonn/Deutschland: Einen Tag nach einem Urteil des Bundesverfassungsgerichts stellt der Ausschuss für Wahlprüfung, Immunität und Geschäftsordnung des Bundestags als erwiesen fest, dass Gregor Gysi, Mitglied des Bundestags und ehemaliger Vorsitzender der Partei des Demokratischen Sozialismus, Inoffizieller Mitarbeiter des Ministeriums für Staatssicherheit der DDR war.[56]

### Samstag, 30. Mai 1998
- Afghanistan, Tadschikistan: Ein Erdbeben der Stärke 6,6 Mw erschüttert die Region. Die Zahl der Toten wird auf etwa 4.000 geschätzt. Die größten Schäden entstehen in den ostafghanischen Provinzen Badachschan und Tachar.[57]
- Wazir Khan Khoso/Pakistan: Mit der erfolgreichen Zündung atomarer Sprengköpfe im Projekt „Chagai-II“ bestätigt Pakistan zwei Tage nach den ersten erfolgreichen Detonationen seine Fähigkeit zu Kernwaffentests.[58]

### Sonntag, 31. Mai 1998
- München/Deutschland: Das 30. Deutsche Turnfest startet unter dem Motto „Deutsches Turnfest – Wir sind dabei!“. Es nehmen ca. 100.000 Sportler an der Veranstaltung teil. Der Bundeskanzler Helmut Kohl eröffnet das Turnfest, das bis zum 7. Juni 1998 dauert.

## Weblinks

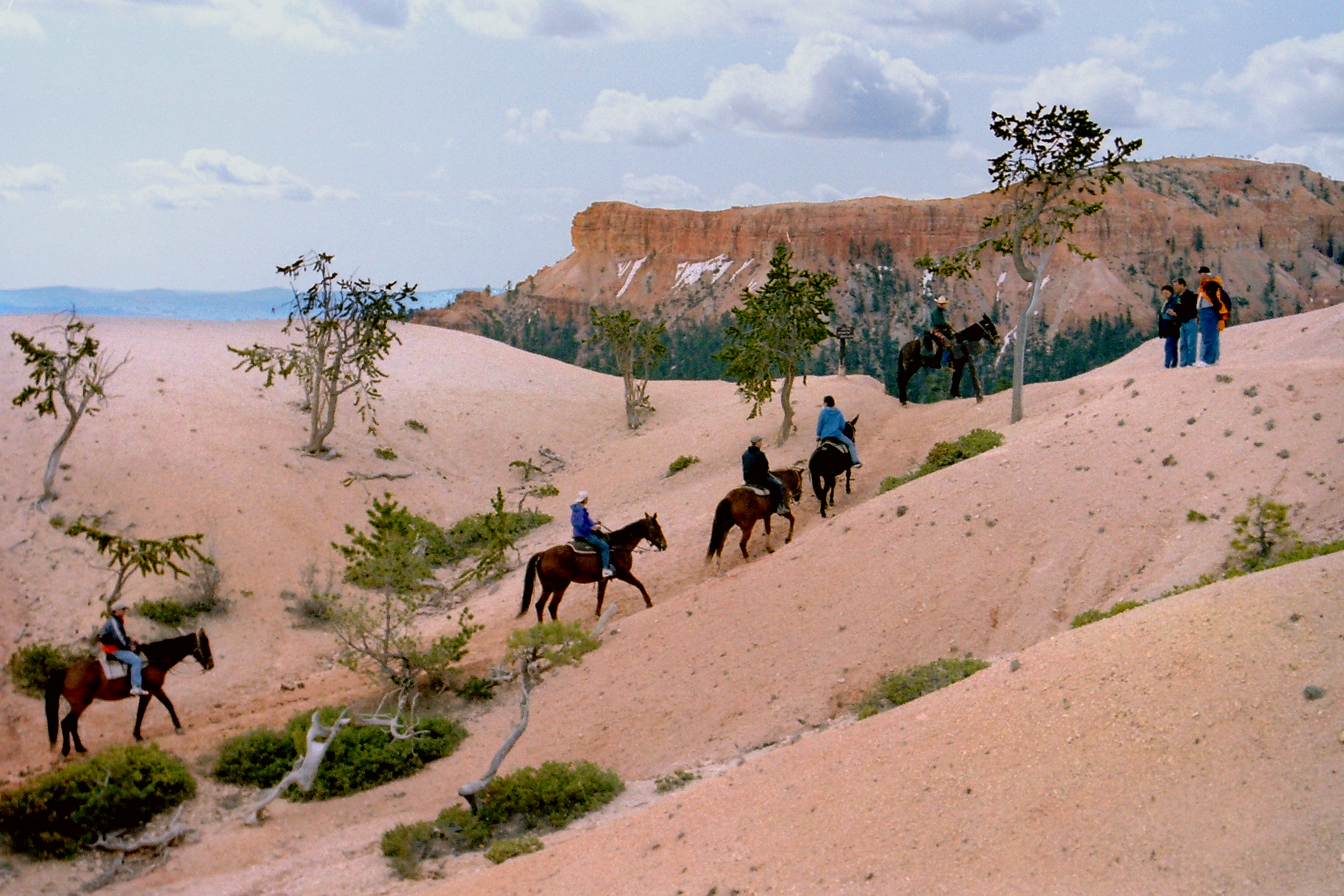
Utah im Mai 1998